# 莱昂·帕内塔
莱昂·爱德华·帕內塔（英語：Leon Edward Panetta，1938年6月28日—），美国政治人物，為第23任国防部长、前中央情报局局长。

## 生平
帕内塔的父母是来自意大利的移民。1960年，莱昂·帕内塔毕业于加州圣克拉拉大学，主修政治学。1963年，获得法学博士学位。同年，加入美国陆军服役，擔任軍情少尉。1966年以中尉軍階退伍，服役期間曾獲得commendation medal。
原屬共和党，1971年转入民主党。1977年至1993年任国会议员，而且在财政拨款方面颇有经验，一度是国会众议院财政委员会的主席。在克林顿任总统期间，担任过白宫的财政办公室主任。

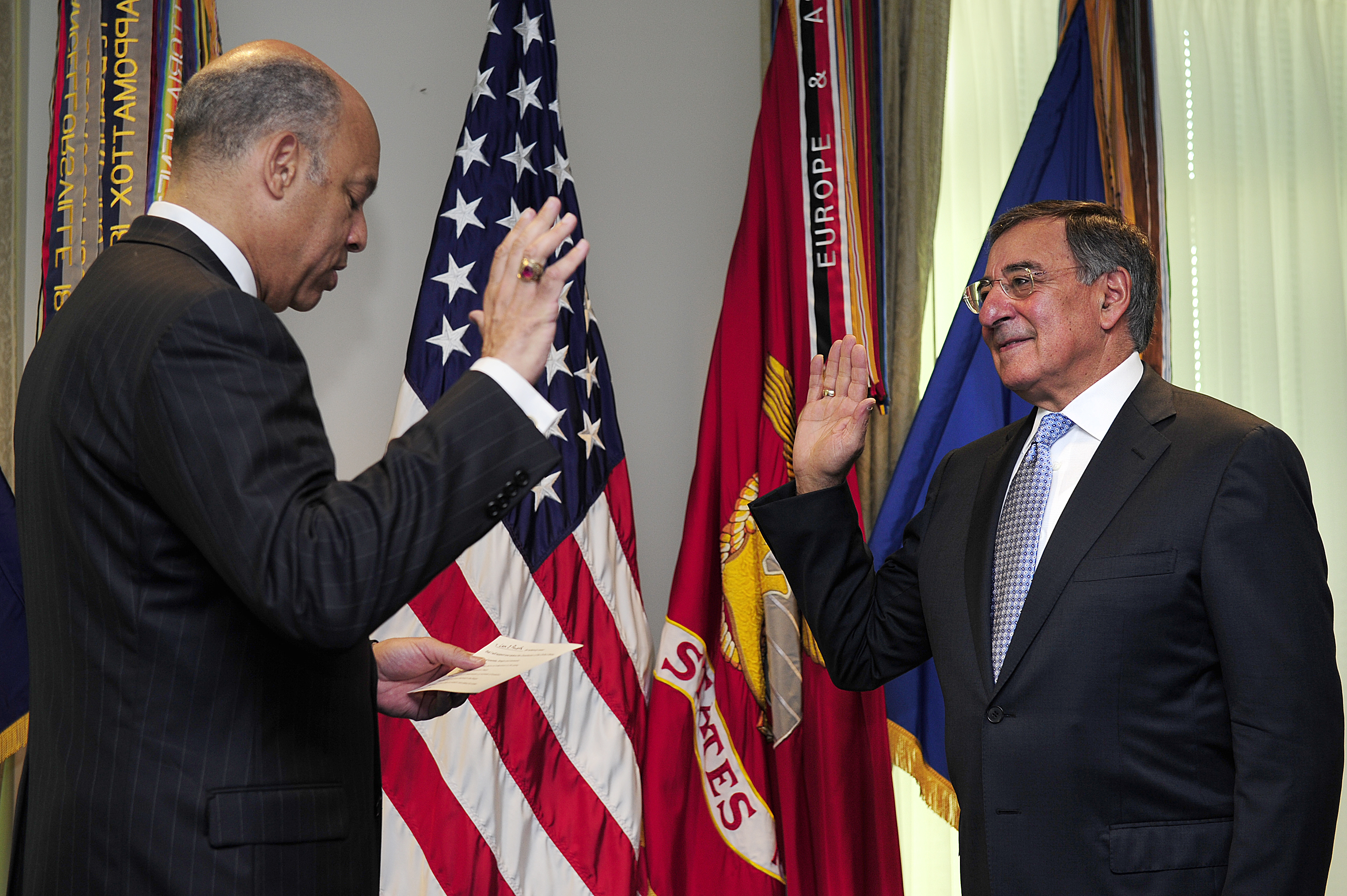
2011年7月1日，他在五角大楼宣誓就任国防部长

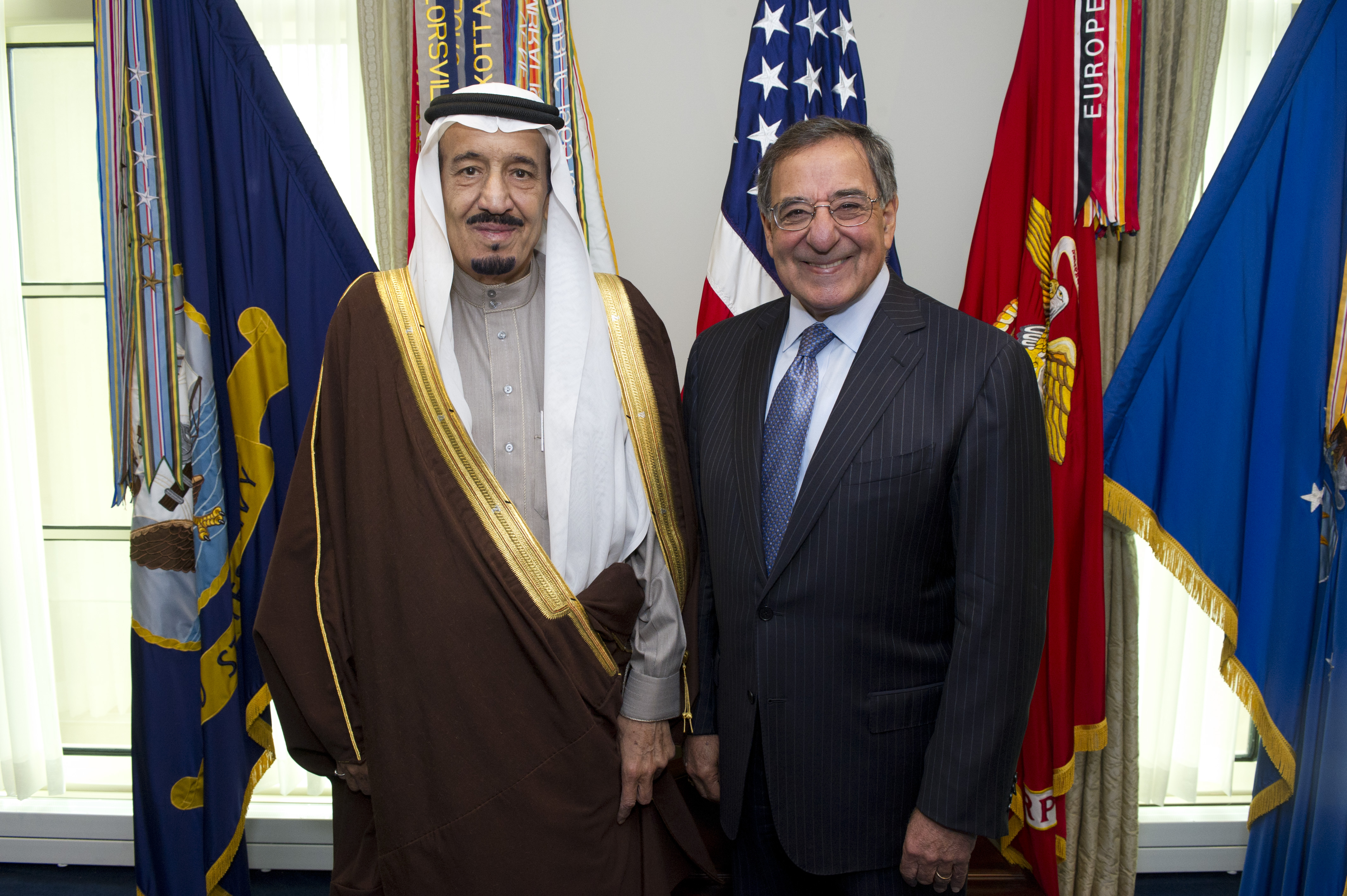
2012年4月，帕内塔接見到訪的沙特阿拉伯国王兼首相薩勒曼·本·阿卜杜勒-阿齐兹·阿勒沙特

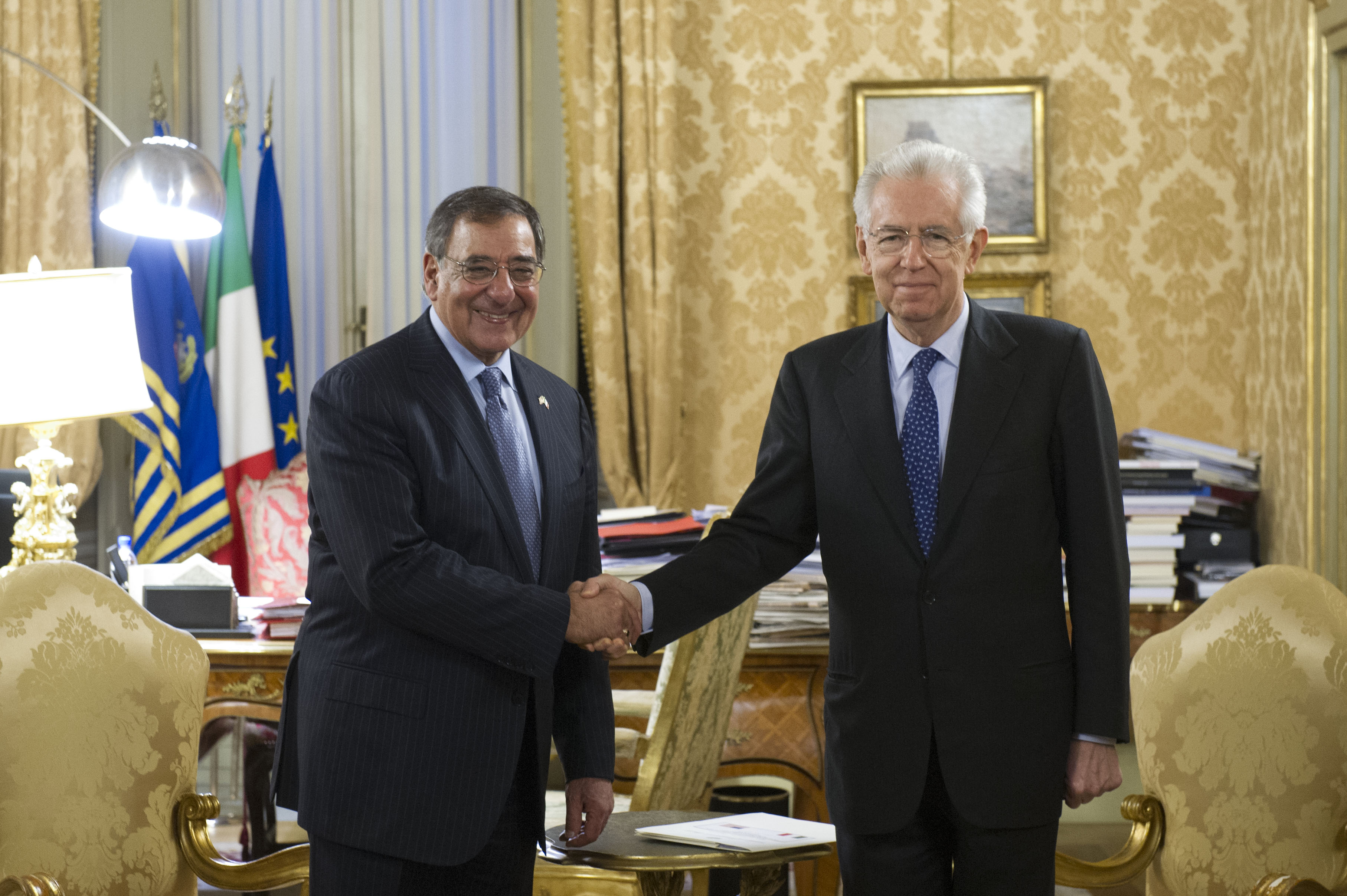
2013年1月帕內塔在罗马与意大利总理马里奥·蒙蒂会面

2009年帕內塔任美国中央情报局局长。他任中情局局长期间，美方成功地突袭了基地组织本·拉登在巴基斯坦的住宅，并将本·拉登击毙。帕内塔同时主张派遣无人驾驶飞机，在阿富汗和巴基斯坦的交界地区，对基地组织和塔利班进行轰炸。

## 荣誉

### 外国勋章奖章
- 旭日大绶章（日本，2019年11月3日公布[2]）